# Ralf Rocchigiani
Ralf Rocchigiani (* 13. Februar 1963 in Rheinhausen) ist ein ehemaliger deutscher Boxer, der in Duisburg-Hamborn und West-Berlin aufgewachsen ist. Sportlich stand er oft im Schatten seines jüngeren Bruders Graciano, obwohl Ralf Rocchigiani von mehreren Experten das größere Talent bescheinigt wurde.

## Karriere

### Amateur
Ralf Rocchigiani boxte wie sein Bruder für die Neuköllner Sportfreunde, bei denen er das Boxen auch erlernt hatte, und gewann 108 seiner 125 Amateurkämpfe. 1980 wurde er deutscher Juniorenmeister, 1982 Vizemeister im Halbschwergewicht. Bei der Junioreneuropameisterschaft 1982 in Schwerin belegte er einen dritten Platz. Außerdem nahm er 1983 an der Europameisterschaft in Warna teil, scheiterte dort jedoch im Viertelfinale.

### Profi
Im September 1983 unterschrieb Rocchigiani einen Managervertrag bei Eberhard Thust und einen Promotervertrag bei Wilfried Sauerland. Er begann seine Profikarriere am 5. November 1983 mit einem Erstrunden-KO gegen Hans Gimborn. Nach insgesamt 13 Kämpfen ohne Niederlage forderte Rocchigiani im Dezember 1984 den Deutschen Meister im Halbschwergewicht, Manfred Jassmann, heraus. Dabei musste sich Rocchigiani nach zehn Runden durch eine Punktrichterentscheidung erstmals in seiner Karriere geschlagen geben. Ein halbes Jahr später standen sich beide Boxer in einem Rückkampf gegenüber. Auch hier konnte Jassmann seinen Titel behalten, allerdings nur durch ein Unentschieden. Nach diesem Kampf boxte Rocchigiani im August 1985 gegen Josef Kossmann um den deutschen Meistertitel der neu eingeführten Gewichtsklasse des Cruisergewichts und gewann durch Abbruch in der zweiten Runde.
Trotz des Titelgewinns galt Ralf Rocchigiani seit Beginn seiner Profilaufbahn als wenig ehrgeiziger Boxer, der sein Potential nicht genügend nutzte. Dies wurde erstmals deutlich, als Rocchigiani nach einer Reihe siegreicher Kämpfe gegen relativ unbekannte Gegner im Oktober 1986 die Chance erhielt, um einen internationalen Titel zu boxen. Gegner war der Europameister im Halbschwergewicht Alex Blanchard aus den Niederlanden. Doch Rocchigiani vergab diese Gelegenheit, da er nach Meinung vieler Beobachter seine Möglichkeiten nicht voll ausschöpfte. Letztendlich musste er sich in einem insgesamt farblosen Kampf nach Punkten geschlagen geben. Auf derselben Veranstaltung gelang indes Bruder Graciano mit dem Gewinn der Deutschen Meisterschaft gegen Jassmann das, was Ralf Rocchigiani rund anderthalb Jahre zuvor verwehrt geblieben war.
Im Anschluss verteidigte Ralf Rocchigiani die deutsche Meisterschaft im Cruisergewicht dreimal, unter anderem gegen seinen alten Rivalen Manfred Jassmann, den er dabei erstmals bezwingen konnte. Im Frühjahr 1989 bot sich dann für Rocchigiani erneut die Möglichkeit, um den Europameistertitel im Halbschwergewicht kämpfen zu dürfen. Titelverteidiger war mit Jan Lefeber erneut ein Niederländer. Beide Boxer kannten einander gut, da sie sich bereits acht Monate zuvor in einem Nichttitelkampf gegenübergestanden hatten. Konnte damals Rocchigiani den Vergleich nach Punkten für sich entscheiden, so lautete diesmal das Urteil der Punktrichter auf Unentschieden, womit Rocchigiani erneut den Europameistertitel verfehlte.
In den folgenden zwei Jahren stieg Rocchigiani insgesamt vier Mal in den Ring, unter anderem zu einer weiteren erfolgreichen Titelverteidigung im Cruisergewicht. Allerdings musste er auch zwei Niederlagen einstecken. Im Mai 1991 forderte Ralf Rocchigiani den Deutschen Schwergewichtsmeister Markus Bott heraus. Doch wie in seinen beiden EM-Kämpfen zuvor musste sich auch hier Rocchigiani wieder nach Punkten geschlagen geben. Die Karriere des gebürtigen Duisburgers schien sich dem Ende zuzuneigen.
Im Oktober 1992 jedoch durfte Ralf Rocchigiani gegen Tyrone Booze erstmals um einen Weltmeistertitel im Cruisergewicht boxen. Der US-Amerikaner war Titelhalter der WBO. Dieser Weltverband wurde erst drei Jahre zuvor gegründet und hatte nicht das Renommee der drei etablierten Weltverbände WBA, WBC und IBF. Daher galt der 33-jährige aus Clearwater mit einer durchwachsenen Kampfbilanz von 16 Siegen aus 28 Kämpfen im Vergleich zu den Titelträgern der Konkurrenzverbände als lösbare Aufgabe. Doch obwohl Rocchigiani diesmal im Gegensatz zu vielen seiner vorherigen Auftritte eine starke Vorstellung bot, blieb ihm wiederum ein internationaler Titel versagt. Doch trotz der erneuten Punktniederlage galt Rocchigiani zumindest als der moralische Sieger, da er den Kampf über weite Strecken ausgeglichen gestalten konnte.
1994 verlor Rocchigiani, der mittlerweile zur Universum Box-Promotion gewechselt war, schließlich auch seinen deutschen Meistertitel gegen den damaligen neuen deutschen Hoffnungsträger Torsten May.
Ralf Rocchigianis Zeit als Hauptkämpfer schien mit dem Titelverlust vorbei zu sein. Als er am 10. Juni 1995 die Chance bekam, gegen den Briten Carl Thompson in dessen Heimatstadt Manchester um den mittlerweile vakanten WBO-Titel im Cruisergewicht zu kämpfen, war seine Niederlage bereits fest eingeplant. Doch in seinem ersten Profikampf außerhalb Deutschlands leistete Rocchigiani dem haushohen Favoriten erbittert Gegenwehr. Es gelang ihm sogar, Thompson zu Beginn der fünften Runde niederzuschlagen, trotzdem musste er in der letzten Minute derselben Runde nach einem schweren Volltreffer des Gegners zum ersten Mal in seiner Karriere selbst zu Boden. Mit einer besonderen Leistung kämpfte sich der Deutsche aber in den Kampf zurück. Nachdem beide Boxer in den folgenden Runden noch kritische Phasen zu überstehen hatten, gab Thompson eine Runde vor Ende des Kampfes auf. Obwohl der Lokalmatador bei allen drei Punktrichtern uneinholbar in Führung lag, machte es eine Schulterverletzung unmöglich, weiterzukämpfen. Ralf Rocchigiani war mit seinem ersten internationalen Titelgewinn nach Max Schmeling erst der zweite deutsche Boxer, der einen Weltmeistertitel im Ausland gewinnen konnte. Jedoch gehörte die WBO damals noch nicht zu den bedeutenden Verbänden.
Rocchigiani verteidigte diesen Titel sechs Mal, doch obwohl viele seiner Gegner den Nachweis ihrer Klasse schuldig blieben, konnte er dabei nicht immer überzeugen. Gegen den 40-jährigen Nigerianer Bash Ali beispielsweise blieb der Titelverteidiger nur durch einen schmeichelhaften Punktsieg im Besitz des Weltmeistergürtels. In der Neuauflage des Duells gegen Thompson verpasste Rocchigiani, über zwei Jahre nach seinem Titelgewinn, eine neuerliche Sensation und musste sich diesmal nach großem Kampf durch Mehrheitsentscheid geschlagen geben. Am 18. September 1999 beendete Ralf Rocchigiani nach einem Abbruchsieg in der sechsten Runde über den Tschechen Andreas Wornowski seine Boxkarriere.

## Nach der Boxkarriere
Nach seinem Karriereende trainierte Ralf Rocchigiani seinen Bruder Graciano und kommentierte darüber hinaus Boxkämpfe im Pay-TV-Sender Premiere. Bereits im März 1998, als Graciano gegen Michael Nunn Weltmeister wurde, hatte Ralf kurzzeitig seinen Bruder trainiert, nachdem sich dieser wenige Tage vor dem Kampf von Emanuel Steward getrennt hatte. Außerdem bewirtschaftete Rocchigiani eine Kneipe am Savignyplatz in Berlin-Charlottenburg, die er aber im Sommer 2007 schließen musste. Ralf unterstützte seinen Bruder Graciano Rocchigiani anfangs beim Aufbau dessen Profi-Boxstalls „Rockys Gym“ in Duisburg, in dem beide auch die Boxer Ali Yıldırım und Richel Hersisia betreuten. Ab 2008 gingen die beiden Brüder geschäftlich jedoch wieder getrennte Wege. Während Graciano sich auf sein Unternehmen in Duisburg konzentrierte, lebt und arbeitet Ralf weiter als Trainer, u. a. von Thomas Ulrich, in Berlin. Zudem wurde er beruflich als Kraftfahrer tätig.